# Marinablue
MarinaBlue, también conocido como Marina Azul, es un rascacielos en Miami, Florida (Estados Unidos). Se encuentra en el noreste de la ciudad, en la bahía de Biscayne a lo largo del lado oeste de Biscayne Boulevard. La torre fue uno de los primeros edificios en Park West a ser completado. Construido por Hyperion Development, los desarrolladores de otro edificio llamado Blue on the Bay más adelante, el edificio terminó la construcción en mayo de 2007. Marinablue se encuentra cruzando la calle de la American Airlines Arena. Mide 187 metros y tiene 57 pisos. Marinablue es casi residencial, con un poco de espacio para oficinas y tiendas en los pisos inferiores. Se abrió a la ocupación residencial desde la primavera de 2008. Actualmente, el edificio es el 9.º más alto de Miami y el 10.º más alto de Florida, además del quinto edificio residencial más alto de la ciudad y el estado.

## Galería

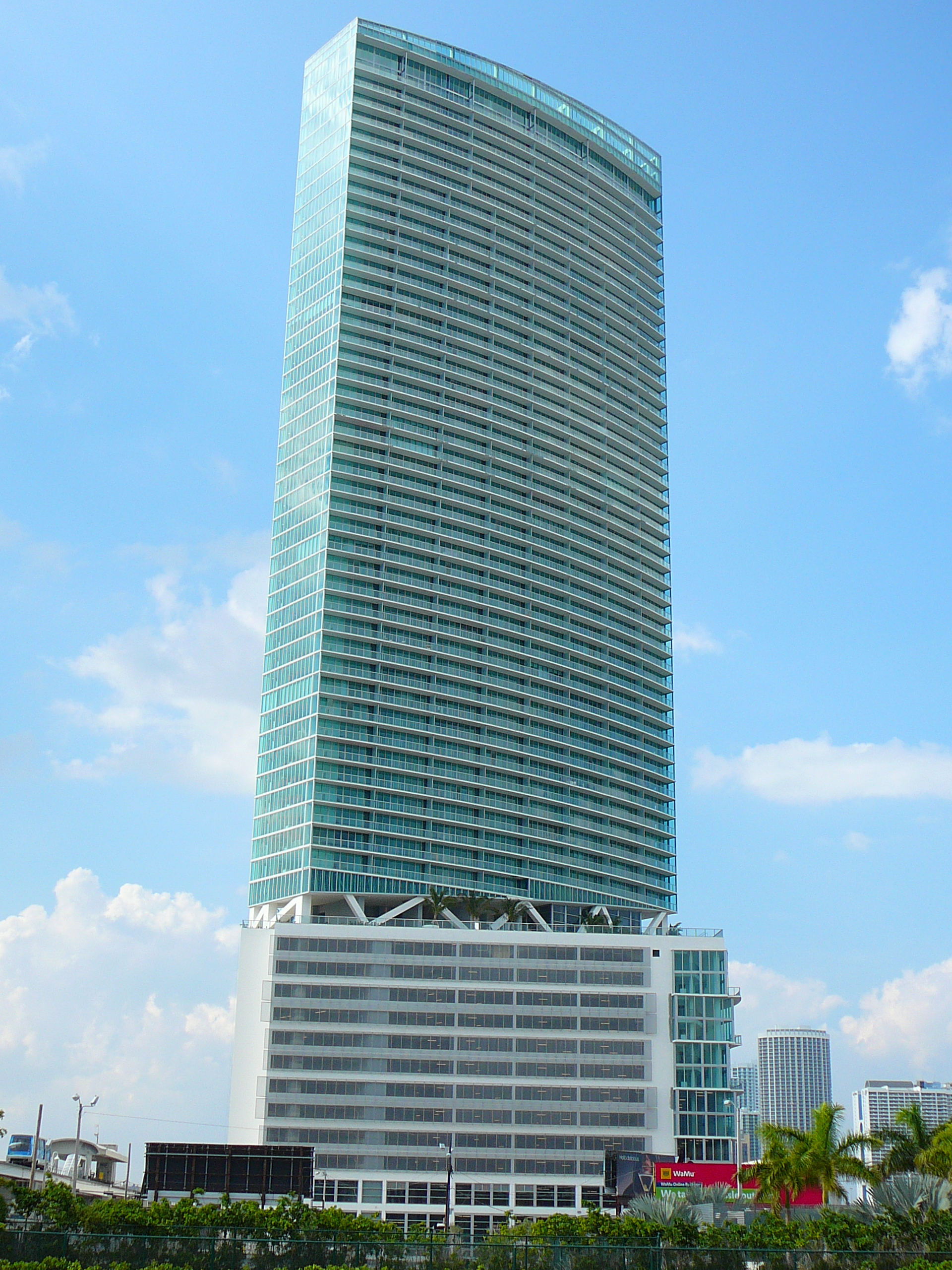
En mayo 2008
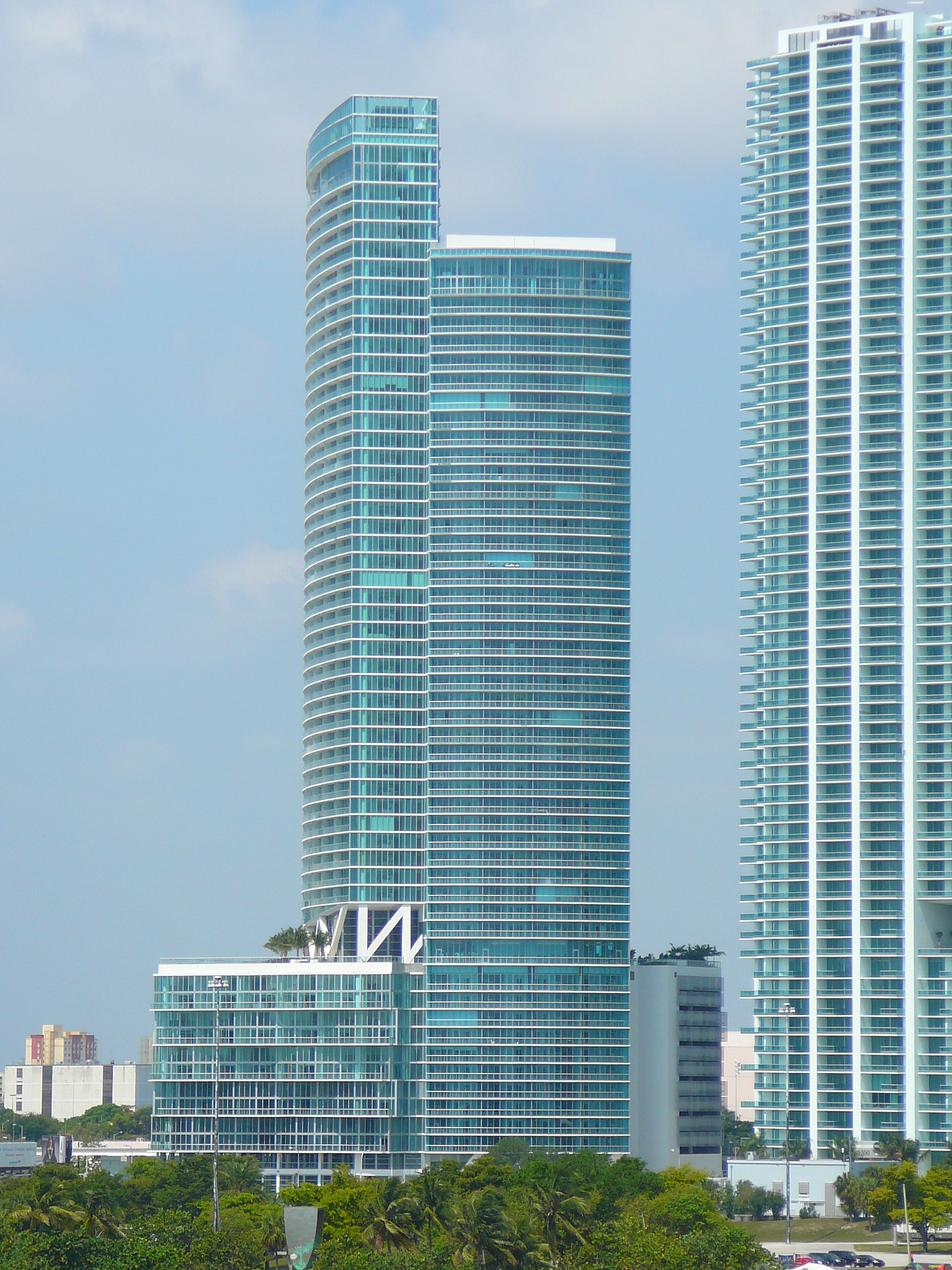
Marinablue Del este
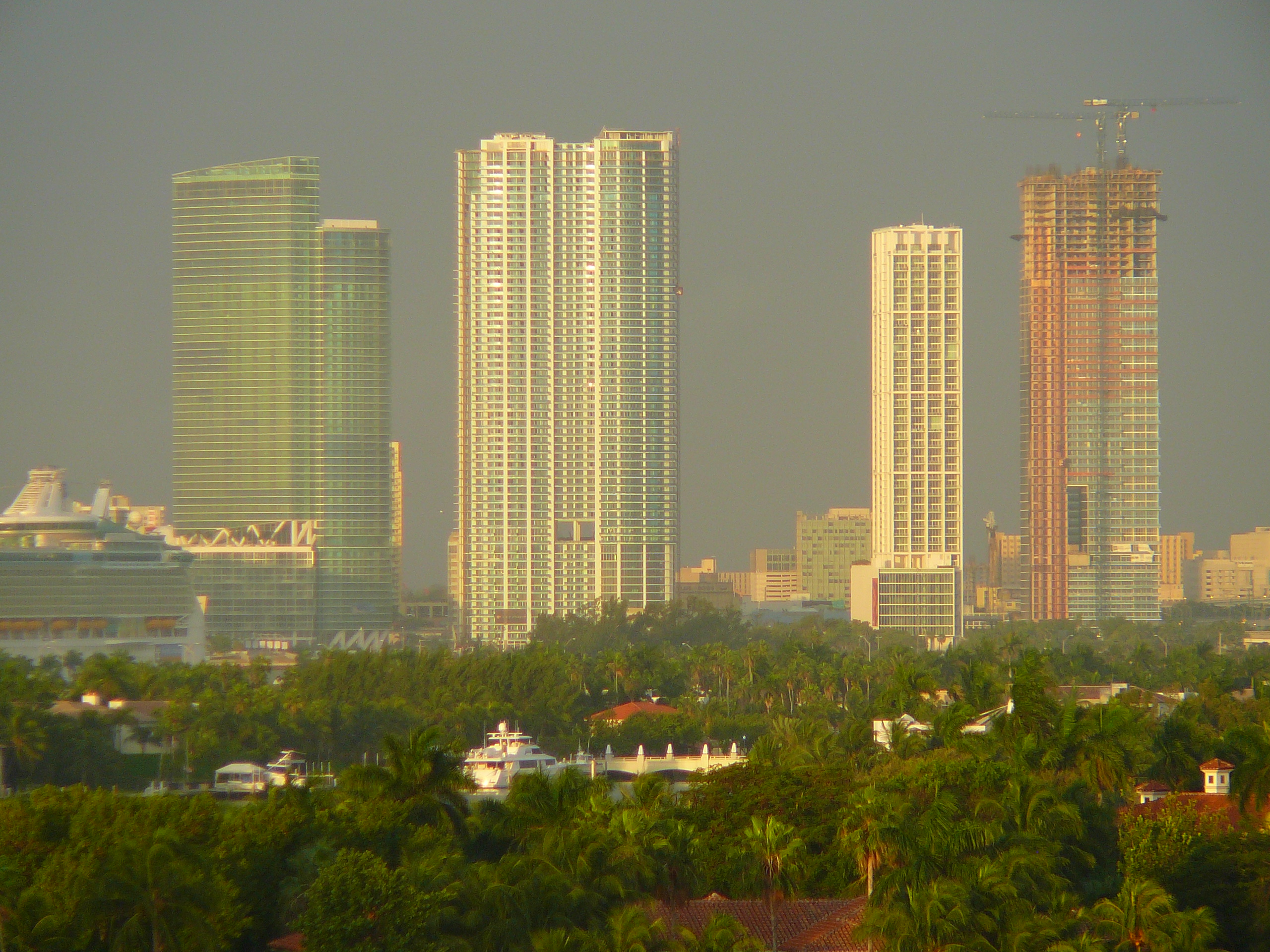
En diciembre 2007, con el completado MarinaBlue a la izquierda